# 大熊座星系團
大熊座星系團（Ursa Major I Cluster，UMa I ClG）是室女座超星系團中一個富含螺旋星系的星系團。大熊座星系團距離地球18.6百萬秒差距（6000萬光年），發出的光量約為室女座星系團的30%，但質量僅為室女座星系團5%。

## 成員
大熊座星系團最大的成員星系包括北方的NGC 3631、NGC 3953、M109以及南方NGC 3726、NGC 3938和NGC 4051。

## 外部連結
- WikiSky上关于The Ursa Major Cluster的内容：DSS2, SDSS, GALEX, IRAS, 氢α, X射线, 天文照片, 天图, 文章和图片